# والداو (بورگنلاندکرایس)
والداو (به آلمانی: Waldau) یک منطقهٔ مسکونی در آلمان است که در استرفلد واقع شده‌است.
 والداو  ۵۲۴ نفر جمعیت دارد.